# Luca Maria Invrea
Il Serenissimo Luca Maria Invrea (Genova, 1624 – Genova, 1693) fu il 126º doge della Repubblica di Genova e re di Corsica.

## Biografia

Stemma nobiliare degli Invrea

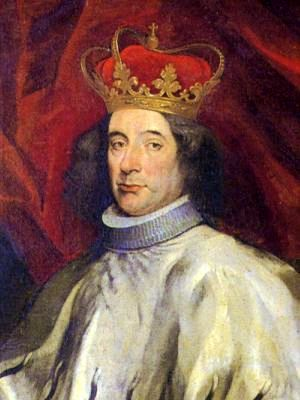
Dipinto del nobile

Figlio di Tommaso Invrea e Paola Maria Raggi, nacque a Genova intorno al 1624.
Ascritto nel Libro d'oro della nobiltà genovese dall'età di 21 anni, Luca Maria Invrea ricevette un'educazione scolastica improntata agli studi di giurisprudenza, ma tra le passioni vi furono certamente le materie letterarie e poetiche e tanta era la sua bravura nella composizione di sonetti e poesie che più volte fu chiamato nella cattedrale di San Lorenzo a decantare le previste orazioni ad ogni elezione dogale.
Con la maggiore età entrò a far parte della vita di stato ricevendo incarichi pubblici, d'avvocatura e alternandosi ad altrettanti impieghi presso il Banco di San Giorgio. In una data non precisata assunse la carica di governatore di Savona dove il suo operato fu interessato, oltre al presidio nella fortezza del Priamar, al controllo dei confini con il Ducato di Savoia e del Marchesato di Finale. Nella città di ponente accolse, tra i vari personaggi in visita alla città o di passaggio, il cardinale Antonio Barberini (nipote di papa Urbano VIII) che era diretto in Francia dopo la recente nomina ad arcivescovo di Reims (1657).
Ritornato a Genova, Luca Maria Invrea fu estratto senatore della Repubblica e, all'età di 57 anni, eletto dal Gran Consiglio a nuovo doge nell'elezione del 13 agosto 1681. All'incoronazione in cattedrale ufficiò dopo tanti anni nuovamente la figura dell'arcivescovo di Genova, nella persona del domenicano monsignor Giulio Vincenzo Gentile: il suo predecessore Giambattista Spinola più volte si rifiutò di onorare questo atto ufficiale per contrasti con le istituzioni genovesi.
Il suo mandato - l'ottantunesimo in successione biennale e il centoventiseiesimo nella storia repubblicana - fu giudicato negli annali come magnanimo, giusto e rispettoso del popolo e delle leggi e come i suoi predecessori cercò di rimediare alla sempre più crescente tensione con Luigi XIV di Francia che esplose nel 1684 nel bombardamento navale di Genova. In qualità di doge fu investito anche della correlata carica biennale di re di Corsica.
Al termine del dogato il 13 agosto 1683, Luca Maria Invrea fu eletto procuratore perpetuo e non è da escludere che continuò a lavorare in ambienti pubblici. Ebbe nel periodo post dogale anche l'ambita carica di priore della cappella di San Giovanni della cattedrale genovese. Deceduto a Genova nel 1693 fu sepolto all'interno della basilica di San Siro.

## Vita privata
Dal matrimonio con Geronima Casella ebbe l'unica figlia Paola Maria che andò in sposa ad Agostino Adorno.